# Тезис (логика)
Тезис (др.-греч. θεσις — «место, положение») — выдвинутое оппонентом точное суждение, которое он обосновывает в процессе аргументации.
Тезис является главным структурным элементом аргументации и отвечает на вопрос: что обосновывают. Антоним тезиса — антитезис.
Правила тезиса:
1) Тезис на протяжении всего доказательства (или опровержения) должен оставаться одним и тем же
Нарушение этого правила ведёт к ошибке, называемой «подменой тезиса» («ignoratio elenchi»). Суть её в том, что опровергается (доказывается) не тот тезис, который намеревались опровергнуть (доказать).
Особое проявление подмены тезиса заключается в ошибке, носящей название: «Кто слишком много доказывает, тот ничего не доказывает» («Qui nimium probat, nihil probat»). Она возникает тогда, когда стараются доказать вместо выдвинутого тезиса более сильное утверждение, которое может быть ложным.
2) Тезис должен быть сформулирован ясно и точно, не должен допускать многозначности
Соблюдение этого правила предостерегает от неопределённости и двусмысленности при доказательстве того или иного положения. Иногда человек много говорит и как будто что-то доказывает, но что именно он доказывает, остаётся неясным вследствие неопределенности его тезиса. Двусмысленность тезиса иногда ведёт к бесплодным спорам, возникающим по той причине, что стороны по-разному понимают доказываемое положение.